# Compromís-Podemos-És el moment
Compromís-Podemos-És el moment (sigles Podemos-Compromís) és el nom de la coalició formada per Compromís (a la vegada coalició del Bloc Nacionalista Valencià, Iniciativa del Poble Valencià, Verds Equo del País Valencià i Gent de Compromís) i Podem per a les eleccions generals espanyoles de 2015, en les tres circumscripcions del País Valencià. Creada in extremis el 6 de novembre de 2015, és una de les tres coalicions territorials integrades per Podem.

## Gestació de la candidatura

### Primeres negociacions
A mitjan juny de 2015, la coportaveu de Compromís i líder d'Iniciativa del Poble Valencià (IdPV), Mónica Oltra, es mostrava favorable a una coalició entre el seu partit i Podem per a les eleccions generals de desembre d'aqueix any, doncs ambdues formacions compartien una gran part de l'ideari polític. En paraules d'Oltra, per a arribar a un acord amb Podem, la coalició resultant hauria de respectar la marca de Compromís i permetre un grup parlamentari propi en el Congrés dels Diputats. Per la seua banda, el líder de Podem, Pablo Iglesias, també feia pública per aquelles dates la intenció del seu partit de cercar una aliança amb Compromís al País Valencià. Entre els requisits de Podem per a concórrer en coalició amb altres formacions, es trobaven la preservació de la marca i la celebració de primàries a nivell de circumscripció. Aquesta predisposició de Podem a pactar amb Compromís contrastava notablement amb el seu rebuig a confluir a nivell nacional amb Izquierda Unida a través de la seua plataforma Ara en comú.

### Rebuig del Bloc
No obstant això, no totes les faccions de Compromís se sentien còmodes amb un possible pacte amb Podem: el Bloc Nacionalista Valencià (Bloc), la formació majoritària de Compromís, s'oposava a l'aliança a principis de juliol per considerar-la una «venda de les sigles». Davant la divisió de les bases, el Bloc va decidir celebrar un referèndum telemàtic no vinculant, entre el 5 i el 12 d'agost, en el qual preguntava als seus militants si les condicions aprovades per l'Executiva Nacional uns dies abans eren suficients per a negociar un acord electoral amb altres forces progressistes. Les condicions eren quatre: que el Bloc liderara les candidatures (aquesta condició, que era compartida per la resta de socis de Compromís, era la que més incomodava en Podem); que la marca de Compromís fóra «preeminent»; tenir un grup parlamentari propi; i que s'incorpore una «agenda política valenciana». Amb una participació de només el 23% del cens, dos de cada tres votants van donar el sí a les negociacions. Açò es va traduir en un desbloqueig momentani del pacte, un fracàs per als seus detractors i un suport a Mónica Oltra, les negociacions del qual amb Podem avançaven «molt satisfactòriament».
Donada l'escassa participació en la consulta, el sector contrari a l'acord entre Compromís i Podem va exigir la repetició del referèndum, però aquesta vegada de manera vinculant i amb una pregunta més clara (en la pregunta anterior, un «no» no significava necessàriament la fi de les negociacions). Durant els primers dies de setembre, a direcció del Bloc va consensuar la pregunta amb els crítics, que es va sotmetre a referèndum entre els dies 12 i 19 d'aqueix mes. Aquesta vegada la pregunta oferia dues alternatives: que el Bloc es presentara com Compromís, o que es presentara en coalició amb Podem «i/o altres forces polítiques d'àmbit estatal o plataformes anàlogues», sota les quatre condicions aprovades en el referèndum anterior. D'aquesta manera, el Bloc suggeria la possible integració d'altres forces en la coalició, com Esquerra Unida del País Valencià (EUPV), que va obtenir més de cent mil vots en les eleccions autonòmiques valencianes sense aconseguir representació. En aquesta ocasió, amb una participació del 51,6%, tres de cada quatre militants del Bloc van rebutjar el pacte amb Podem i altres forces. Aquest ampli rebuig a un possible acord preelectoral va ser considerat per Podem com a «qüestions internes» que havien de passar «a un segon pla» mentre se seguia treballant per la candidatura. En aquest sentit, Mónica Oltra va dir que els resultats del referèndum determinaven la postura del Bloc, però no la de Compromís. Malgrat la consulta a les bases, la decisió final quedava en mans del Consell General de Compromís, format per vora 350 representants de la coalició valenciana.
Iniciativa va continuar les negociacions amb Podem durant tot setembre i, a principis d'octubre, va celebrar una consulta entre els seus militants, que van donar suport a la candidatura unitària amb un 81% dels vots. Així mateix, les negociacions entre Podem i Compromís també van seguir al llarg d'octubre. A pesar que Podem va atendre a les condicions exigides, el Bloc, molt reticent a pactar amb un partit d'àmbit espanyol, es mantenia en contra de l'acord. Per a prendre una decisió final sobre el pacte amb Podem, Compromís va celebrar el 21 d'octubre una reunió de la seua executiva. Després de més de quatre hores de discussió, el Bloc no veia garanties per a formar grup propi en el Congrés. El seu líder, Enric Morera, va proposar una consulta entre tots els militants a través d'assemblees comarcals i va ajornar la decisió última al 31 d'octubre en el Consell General de Compromís, amb majoria del Bloc. El pacte quedava en l'aire durant els següents deu dies. Mónica Oltra, que rebutjava aquest plantejament, va recordar que "perquè hi haja una votació en el Consell General primer ha d'haver-hi un acord en l'Executiva".

### Acord final
El 31 d'octubre es va celebrar el Consell General de Compromís. A ell arribaven, d'una banda, Iniciativa i VerdsEquo a favor del pacte i, per un altre, el Bloc i Gent de Compromís en contra. Iniciativa i VerdsEquo van presentar un esborrany de l'acord en el qual Podem acceptava una gran part de les condicions imposades per Compromís, mentre que el Bloc i els independents ho rebutjaven perquè no garantia un grup parlamentari propi en el Congrés i perquè era un pacte amb un partit d'àmbit espanyol. Després de quatre hores de debat, quasi el 70% de la cúpula del Bloc va decidir la celebració d'un altre referèndum entre els seus militants el 3 de novembre. En aquesta ocasió es decidiria sobre la integració del seu partit en una plataforma d'«obediència valenciana», oberta a Podem-Comunitat Valenciana i altres forces progressistes, com Esquerra Unida (EUPV) o Esquerra Republicana (ERPV). Aquesta vegada, Enric Morera votaria i faria campanya pel sí. Per la seua banda, EUPV i ERPV es van queixar de no haver rebut cap proposta en ferm per a formar part d'una candidatura de coalició, ni per part de Compromís ni per la de Podem. Finalment, la militància del Bloc va donar via lliure al pacte entre Compromís i Podemː amb una participació del 42%, el resultat del referèndum va ser del 75,6% a favor, condicionat al fet que EUPV se sumara al projecte plantejat per Enric Morera.
L'endemà, EUPV va lamentar «profundament» que no haguera sigut possible aconseguir un acord unitari de tota l'esquerra valenciana i va acusar d'«intransigència» i «sectarisme» a Podem i Compromís. Davant aquestes declaracions, Compromís i Podem van oferir a EUPV el lloc número 4 de la llista per València i que la seua marca apareguera en les paperetes, però l'assemblea de Unitat Popular (en la qual s'integrava EUPV) ho va rebutjar per majoria. A causa del rebuig, el 6 de novembre —data límit per a la presentació de candidatures—, el Bloc va convocar novament al seu Consell Nacional per a consultar si l'acord amb Podem seguia sense EUPV. Mentre es coneixia el resultat de la votació, Compromís i Podem registraven davant notari el pacte electoral, que va ser avalat pel Bloc amb un 52% dels vots a favor.

## Condicions del pacte
En el pacte signat davant notari que ratificava la unió entre Compromís i Podemos, es trobaven els següents punts:
- La denominació de la coalició serà «Compromís-Podemos-És el moment» i la seua sigla «Podemos-Compromís».
- La participació de cada partit serà la següent:
  - Podemos: 50%
  - Compromís: 50%
    - Bloc Nacionalista Valencià: 30%
    - Iniciativa del Poble Valencià: 17,5%
    - Verds Equo del País Valencià: 2,5%
- En el logotip de les paperetes apareixerà primer el logotip de Podem i a continuació el de Compromís, seguit dels seus noms en ordre invers.[27]
- Les llistes electorals al Congrés dels Diputats estaran encapçalades per membres de Compromís en les circumscripcions de València i Castelló (Marta Sorlí i Joan Baldoví, respectivament), mentre que en la circumscripció d'Alacant figurarà primer un membre de Podem (Rita Bosaho). En les llistes al Senat succeirà el contrari: València i Castelló estaran encapçalades per membres de Podem i Alacant per Compromís.
- Sempre que el reglament del Congrés ho permeta (almenys cinc escons i un 15% dels vots a les circumscripcions valencianes), la coalició formarà un grup parlamentari propi.

## Resultats
| Eleccions al Congrés dels Diputats | Eleccions al Congrés dels Diputats | Eleccions al Congrés dels Diputats | Eleccions al Congrés dels Diputats | Eleccions al Congrés dels Diputats |
| Eleccions                          | Vots                               | %                                  | Escons                             | Líder                              |
| ---------------------------------- | ---------------------------------- | ---------------------------------- | ---------------------------------- | ---------------------------------- |
| 2015                               | 671.071                            | 25,09                              | 9 / 350                            | Joan Baldoví i Roda                |

## Candidatures

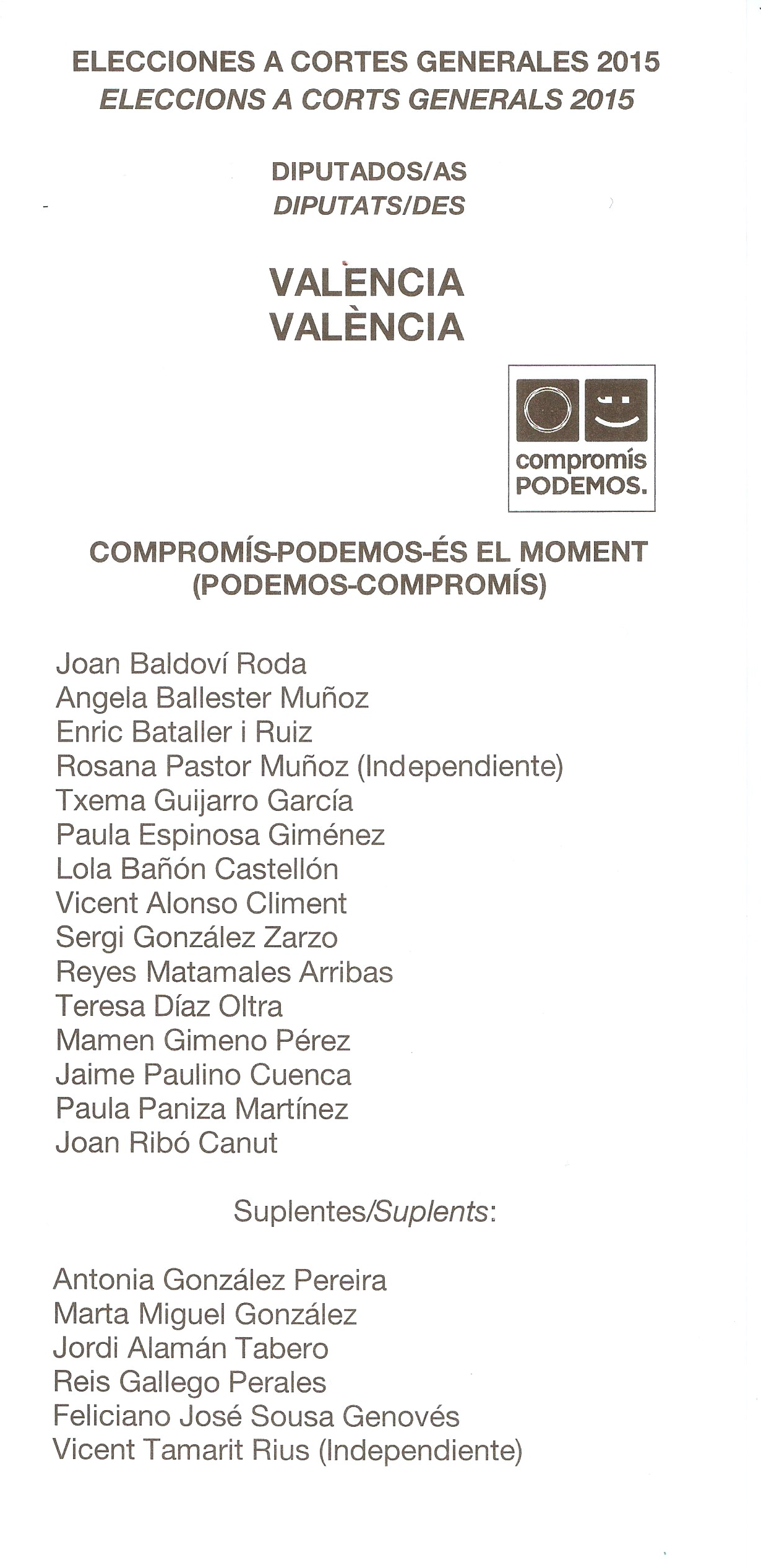
Papereta de Compromís-Podemos-És el moment per a les eleccions al Congrés de 2015 per València.

### Congrés
| 1. Joan Baldoví i Roda (Bloc - Compromís) 2. Ángela Ballester Muñoz (Podemos) 3. Enric Bataller i Ruiz (IdPV - Compromís) 4. Rosana Pastor Muñoz (Independent) 5. Txema Guijarro García (Podemos) 6. Paula Espinosa Giménez (VerdsEquo - Compromís) 7. Lola Bañón Castellón (Podemos) 8. Vicent Alonso Climent (Bloc - Compromís) 9. Sergi González Zarzo (Podem) 10. Reyes Matamales Arribas (IdPV - Compromís) 11. Teresa Díaz Oltra (Podem) 12. Mamen Gimeno Pérez (Bloc - Compromís) 13. Jaime Paulino Cuenca (Podem) 14. Paula Paniza Martínez (Bloc - Compromís) 15. Joan Ribó i Canut (Compromís) | 1. Rita Gertrudis Bosaho Gori (Podemos) 2. Ignasi Candela Serna (IdPV - Compromís) 3. Rubén Martínez Dalmau (Podemos) 4. Vicent Molina Perona (Bloc - Compromís) 5. Noelia Olivares González (Podemos) 6. Beatriz Nadal Rodríguez (VerdsEquo - Compromís) 7. Sonia Calderón España (Podemos) 8. Mercedes Menor Cespedes (Los Verdes de Villena) 9. Christian Fortanet Van Assendelft de Coningh (Podemos) 10. Gerard Fullana Martínez (Bloc - Compromís) 11. Maria Natividad Martínez Ruiz (Podemos) 12. Francisco Javier Esquembre Menor (Los Verdes de Villena) | 1. Marta Sorlí Fresquet (Bloc - Compromís) 2. Claudia Varella Fernández (Podemos) 3. Álex Rodriguez Garcia (Podemos) 4. Pau Sancho Puerto (Compromís) 5. Santi Cortells Rodriguez (Bloc - Compromís) |

### Senat
| 1. Josep Lluís Albinyana Olmos (Independent) 2. Dolors Pérez Martí (IdPV - Compromís) 3. Ferran Martínez Ruiz (Podemos) | 1. Vicenta Jiménez García (Podemos) 2. Albert Ramón Poveda Gadea (Bloc - Compromís) 3. Isaac Torregrosa Cecilia (Podemos) | 1. Jordi Navarrete Pla (Compromís) 2. Emilia Sanchez Pantoja Belenguer (Podemos) 3. Enric Pla Vall (Podemos) |